# 五項目の合意事項
五項目の合意事項（ごこうもくのごういじこう）とは、1976年（昭和51年）10月に朝鮮総連系の在日本朝鮮人商工連合会（朝鮮商工連）が、日本行政機関国税庁との間に取り交したとされる五項目の協定。朝鮮総連が平成3年に便覧で公表した。「税金特権」合意であるとの批判がある。

## 概要
1967年、朝鮮総連所属の在日朝鮮人による脱税事件摘発により起きた「同和信用組合事件」。
これをきっかけとして朝鮮総連は所属する在日朝鮮人達に「朝鮮人弾圧」と称し、全国規模での納税拒否と税務署襲撃の抗議活動を号令し、在日朝鮮人が多数居住する各都道府県の税務署は業務妨害に著しく悩まされ続ける事になった。

### 北朝鮮の在日商工者利用・社会党の関与
北朝鮮当局はパチンコを含む商工業に関わる在日朝鮮人を「小ブルジョア」と蔑視していた。しかし、1970年代半ば以降から彼等の経済力を利用することを始めた。1976（昭和51）年6月30日に、金日成は在日朝鮮商工連による訪朝団に対して、「在日同胞商工業者は祖国の社会主義建設に積極的に寄与すべきである」との談話を出した。
朝鮮商工連は「(在日朝鮮人は)朝鮮民主主義人民共和国の海外公民」であるとし、その権利として租税条約に相当する協定が必要とし、また日本から「民族差別」を受けている在日朝鮮人に対して機械的に課税するのは「課税に名を借りた弾圧」であると主張した。そして、日本社会党最左派の理論集団社会主義協会が朝鮮総連と親密な関係にあったことを通じて、社会党の高沢寅男衆院議員（後の党副委員長）と共にに国税庁に行き、国税局との仲介を依頼し協定を勝ち取った。当時仲介した高沢議員は、後の産経新聞の取材に対し、「在日朝鮮人の人権にかかわる問題」だったと認め、「国税庁幹部が陳情内容に理解を示した以上、合意したととられても仕方がない」と朝鮮商工連側の主張を弁護した。

### 『朝鮮総聯』での合意記述
1991年2月に総聯が発行した『朝鮮総聯』という小冊子の中で1976年に在日朝鮮人商工連合会と日本国税庁の間で税金問題解決に関する5項目の<合意>が成立したと書かれている。これが発見され、その後、佐藤勝巳が鴻池祥肇参議院議員に持ち込んだ。
1999年2月22日参議院予算委員会の総括質問で鴻池参議院議員により初めて、5項目の<合意>に対する質問がされたが、質問に先立ち国税庁は質問の取り止めを2度に渡り電話で要請し、質問当日も議員会館の鴻池議員の部屋の入り口に国税局の担当課長が立ち塞がり質問の取り止めを要請した。

## 内容
1. 朝鮮商工人のすべての税金問題は、朝鮮商工会と協議して解決する。
2. 定期、定額の商工団体の会費は損金として認める。
3. 学校運営の負担金に対しては前向きに解決する。
4. 経済活動のための第三国旅行の費用は、損金として認める。
5. 裁判中の諸案件は協議して解決する。[1]

## 評価
- 朝鮮総連系の出版物には「しばらくの間は(昭和51年の)5項目の合意にしたがって」「かれら（在日朝鮮人商工業者）の税金問題はスムーズに処理された」と記述されていた。しかし、平成10年(1998年)11月29日付の産経新聞が「合意」を報じた後は、国税庁は「合意」が存在しないとを各国税局に通達し、国会答弁でも「合意」を否定している。しかし、在日本朝鮮人総連合会らと共に、国税庁に行った社会党の高沢寅男衆院議員（後の党副委員長）は、国税局との仲介したこと、彼等のために国税庁との合意(協定)を勝ち取ったことを認めている。合意内容は、一般の日本国民に認められていない「税務の団体交渉権」を朝鮮総連・在日本朝鮮人総連合会に認めた「税金特権」であることから、いわゆる「在日特権」の事例とされる[1]。
- アメリカ政府で国家経済会議専門エコノミストを務めたマーカス・ノーランドが1995年に出した調査報告書では、「朝鮮総連関係の企業が日本の国税庁から特別の優遇措置を黙認されていることを日本政府関係者も非公式に認めている」と記されている[1]。